# Melitta rasmonti
Melitta rasmonti är en biart som beskrevs av Michez 2007. Melitta rasmonti ingår i släktet blomsterbin, och familjen sommarbin. Inga underarter finns listade i Catalogue of Life.